# 罗曼·谢布尔勒

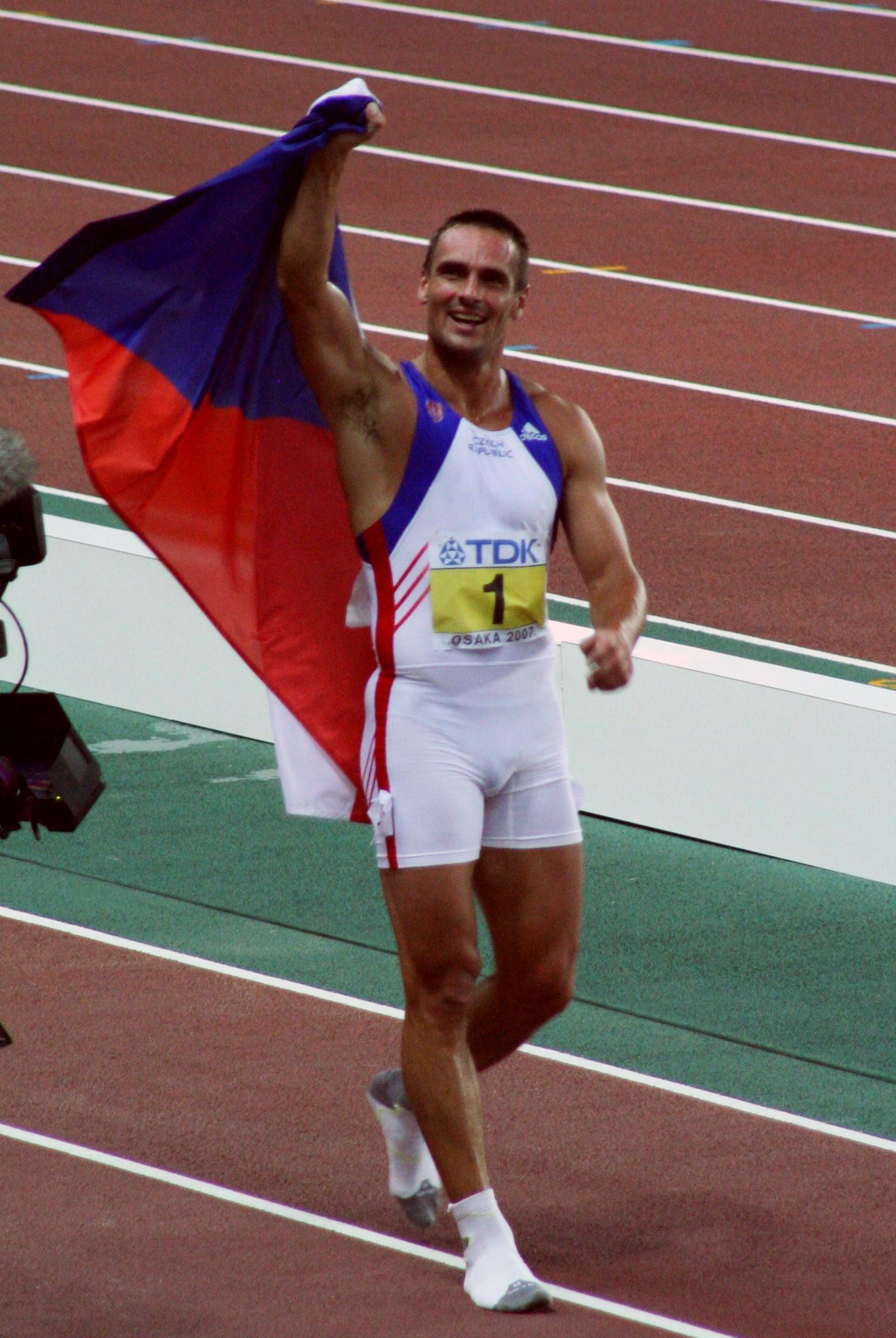
谢布尔勒慶祝贏得2007年世界田徑錦標賽十項全能冠軍

罗曼·谢布尔勒（捷克語：Roman Šebrle，'roman 'ʃɛbr̩lɛ，1974年11月26日—）是捷克田徑運動員。初時是跳高運動員。後來為TJ Dukla Praha隊伍出戰十項全能及七項全能，曾是十項全能世界紀錄保持者。2001年在奧地利格齊斯突破9,000分的十項全能運動員，總分為9,026分，打破兩年前由同胞托马什·德沃夏克保持的8,994分的紀錄。
在2000年悉尼夏季奧運奪得銀牌後，四年後贏得2004年雅典夏季奧運金牌。傳統上十項全能的金牌得主是「世上最偉大的田徑選手」。谢布尔勒在七年五奪此稱號。
2008年《華爾街日報》的其中一個專欄指出谢布尔勒是最偉大的運動員。

## 私人生活
罗曼·谢布尔勒生於捷克斯洛伐克Lanškroun。中學就讀Rychnov nad KněžnouFrantišek Martin Pelcll中學。主修資訊學及電腦科學
2004年10月14日與Eva Kasalová結婚她是前400米跑及800米跑的運動員，目前有兩名孩子，匹男名為Štěpán，2002年9月4日出生，女兒Kateřina在2006年1月30日出生。

## 運動員生涯

### 幼年
6歲時的谢布尔勒參與足球運動。不過亦參與田徑。1987年他與對手的門將碰撞弄傷了其中一隻腳的腓骨及脛骨。意外後，腳上塗上石膏兩個人以及花一年時間學習步行。
1991年在Týniště nad Orlicí以5,187分完成首次十項全能比賽。之後與教練Jiří Čechák轉校到帕尔杜比采的學校，1992年加入田徑會，雖然只是輕量的練習，但在當時已經取得7,642的高分。
1995年谢布尔勒在捷克軍隊服兩年兵役。他加入了軍隊體育會TJ Dukla Praha，教練是Jiří Váňa他在服役期間不用參與軍事任務，不過有少數是軍訓是例外。

### 成就
1996年谢布尔勒首次在十項全能比賽取得超過8,000分，在布拉格的賽事取得8,210分。他的重要冠軍在1997年出現，在西西里世界大學生運動會取得金牌以及在世界田徑錦標賽以第九名完成。1999年，在日本前橋世界室內田徑錦標賽中取得銅牌以及一年後的歐洲室內田徑錦標賽取得一面銀牌。
2000年奧林匹克運動會進行到擲鐵餅比賽，愛沙尼亞運動員Erki Nool被裁判舉起三次紅旗而沒有成績，原先谢布尔勒有機會可以奪得金牌，不過比賽裁判推翻決定，結果谢布尔勒獲得一面銀牌。
2001年，谢布尔勒里斯本世界室內田徑錦標賽贏得第一個大賽冠軍。及後在5月打破新的世界紀錄，總分是9,026分，成為了第一位運動員在十項全能比賽中突破9,000分大關，但是在世界田徑錦標賽因傷關係只得第十名。
後來谢布尔勒改由Dalibor Kupka教練訓練。2002年連續贏得歐洲室內田徑錦標賽及歐洲室內田徑錦標賽。在2004年雅典奧林匹克運動會以8,893分打破奧運紀錄的分數擊敗20歲英國選手戴利·汤普森在1984年洛杉磯奧運會創下的紀錄。這個奧運紀錄直到3屆以後的里約奧運才被阿什頓·伊頓追平。贏得金牌後，捷克國防部將他的軍階晉升為少校。
2007年贏得世界田徑錦標賽金牌，以及在2003年及2005年奪得銀牌。此外在世界室內田徑錦標賽的七項全能項目取尌得金功，在2001年及2004年取得金牌，在2004年更以6,438分打破歐洲紀錄。此外在1999年、2003年及2006年取得銅牌。2005年贏得歐洲室內田徑錦標賽七項全能金牌，然後在2006年歐洲田徑錦標賽贏得十項全能金牌，接著在2007年贏得歐洲室內田徑錦標賽金牌。 根據各項目的最佳成績，他的總積分是9,326分（總排名第三僅次於丹·奥布赖恩及麥克·史密斯）。他在唯一在十項全能在40項比賽中贏得超過8,000分以及在20項比賽取得超過8,500分（2007年10月數據）
谢布尔勒在2001年至2006年連續六年贏得捷克最佳運動員。 and in 2004 he received the title of the Czech Sportsman of the Year.

### 被標槍打中
2007年1月22日，谢布尔勒在南非Potchefstroom練習時被南非女子標槍運動員苏妮特·维尔容打中肩膀，傷口12厘米深，擲標槍距離約55米，谢布尔勒立即將標槍拔走。幸運地，是次事件沒有造成更嚴重受傷，因為傷勢插傷他的肌肉及皮膚，其後送往醫院，連了11針，相隔一個月後出院。在事件中如果傷口再移前多1厘米，會刺傷骨頭，這可以結束他的運動員生涯。如果標槍命中位置再向上20厘米，會插中他的喉嚨，可以導致死亡。

### 個別項目最佳成績
| 項目      | 成績        | 備註                | 舉行地點      | 日期                       | 參考               |
| --------- | ----------- | ------------------- | ------------- | -------------------------- | ------------------ |
| 60米跑    | 6.91        | 室內                | 塔林          | 1999年2月7日               | [ 18 ] [ 19 ]      |
| 100米跑   | 10.64 10.64 | 風速1.3米/秒 0米/秒 | 格齊斯 格齊斯 | 2000年6月3日 2001年5月26日 | [ 8 ] [ 20 ] [ 8 ] |
| 200米跑   | 21.74       | 風速1.4米/秒        | 布拉格        | 2004年8月7日               | [ 8 ]              |
| 300米跑   | 35.12       |                     | 布拉格        | 2005年6月13日              | [ 8 ]              |
| 400米跑   | 47.76       |                     | 格齊斯        | 1999年5月29日              | [ 8 ] [ 20 ]       |
| 1,000米跑 | 2:37.86     | 室內                | 里斯本        | 2001年3月11日              | [ 18 ]             |
| 1,500米跑 | 4:21.98     |                     | 格齊斯        | 2001年5月27日              | [ 8 ] [ 20 ]       |
| 60米跨欄  | 7.84        | 室內                | 布拉格        | 2001年                     | [ 18 ]             |
| 110米跨欄 | 13.68       |                     | 哈雷          | 2001年5月20日              | [ 20 ]             |
| 跳高      | 2.15        |                     | 格齊斯        | 2000年6月3日               | [ 8 ] [ 20 ]       |
| 撐桿跳    | 5.20        |                     | 图尔诺夫      | 2003年5月18日              | [ 8 ] [ 20 ]       |
| 跳遠      | 8.11        | 風速1.9米/秒        | 格齊斯        | 2001年5月26日              | [ 8 ] [ 20 ]       |
| 推鉛球    | 16.47       |                     | 克拉德诺      | 2007年6月19日              | [ 8 ] [ 20 ]       |
| 擲鐵餅    | 49.37       |                     | 图尔诺夫      | 2003年5月18日              | [ 8 ] [ 20 ]       |
| 擲標槍    | 71.18       |                     | 大阪          | 2007年9月1日               | [ 8 ] [ 20 ]       |
| 十項全能  | 9026分      | 世界紀錄            | 格齊斯        | 2001年5月27日              | [ 8 ] [ 20 ]       |
| 七項全能  | 6438分      | 歐洲紀錄            | 布達佩斯      | 2004年3月7日               | [ 20 ]             |

## 主要比賽成績
| 年份 | 比賽               | 地方     | 項目     | 分數 | 備註     | 名次 | 參考   |
| ---- | ------------------ | -------- | -------- | ---- | -------- | ---- | ------ |
| 1997 | 世界田徑錦標賽     | 雅典     | 十項全能 | 8232 |          | 9    | [ 21 ] |
| 1997 | 世界大學生運動會   | 卡塔尼亞 | 十項全能 | 8380 |          | 1    | [ 22 ] |
| 1998 | 歐洲室內田徑錦標賽 | 華倫西亞 | 七項全能 | –    |          | DNF  | [ 20 ] |
| 1998 | 年歐洲田徑錦標賽   | 布達佩斯 | 十項全能 | 8477 |          | 6    | [ 23 ] |
| 1999 | 世界室內田徑錦標賽 | 前橋     | 七項全能 | 6319 |          | 3    | [ 24 ] |
| 1999 | 世界田徑錦標賽     | 塞維利亞 | 十項全能 | –    |          | DNF  | [ 20 ] |
| 2000 | 歐洲室內田徑錦標賽 | 根特     | 七項全能 | 6271 |          | 2    | [ 25 ] |
| 2000 | 奧林匹克運動會     | 悉尼     | 十項全能 | 8606 |          | 2    | [ 26 ] |
| 2001 | 世界室內田徑錦標賽 | 里斯本   | 七項全能 | 6420 |          | 1    | [ 27 ] |
| 2001 | 世界田徑錦標賽     | 愛民頓   | 十項全能 | 8174 |          | 10   | [ 28 ] |
| 2002 | 歐洲室內田徑錦標賽 | 維也納   | 七項全能 | 6280 |          | 1    | [ 29 ] |
| 2002 | 歐洲田徑錦標賽     | 慕尼黑   | 十項全能 | 8800 |          | 1    | [ 30 ] |
| 2003 | 世界室內田徑錦標賽 | 伯明翰   | 七項全能 | 6196 |          | 3    | [ 31 ] |
| 2003 | 世界田徑錦標賽     | 巴黎     | 十項全能 | 8634 |          | 2    | [ 32 ] |
| 2004 | 世界室內田徑錦標賽 | 布達佩斯 | 七項全能 | 6438 | 歐洲紀錄 | 1    | [ 33 ] |
| 2004 | 奧林匹克運動會     | 雅典     | 十項全能 | 8893 | 奧運紀錄 | 1    | [ 34 ] |
| 2005 | 歐洲室內田徑錦標賽 | 馬德里   | 七項全能 | 6232 |          | 1    | [ 35 ] |
| 2005 | 世界田徑錦標賽     | 赫爾辛基 | 十項全能 | 8521 |          | 2    | [ 36 ] |
| 2006 | 世界室內田徑錦標賽 | 莫斯科   | 七項全能 | 6161 |          | 3    | [ 37 ] |
| 2006 | 年歐洲田徑錦標賽   | 哥登堡   | 十項全能 | 8526 |          | 1    | [ 38 ] |
| 2007 | 歐洲室內田徑錦標賽 | 伯明翰   | 七項全能 | 6196 |          | 1    | [ 39 ] |
| 2007 | 世界田徑錦標賽     | 大阪     | 十項全能 | 8676 |          | 1    | [ 40 ] |
| 2008 | 世界室內田徑錦標賽 | 華倫西亞 | 七項全能 | –    |          | DNF  | [ 41 ] |
| 2008 | 奧林匹克運動會     | 北京     | 十項全能 | 8241 |          | 6    | [ 42 ] |

## 外部連結
- 罗曼·谢布尔勒在的頁面
- 個人資料
- 個人官方網站 （捷克文）